# David Cortés
David Cortés (Llerena, Badajoz, Extremadura, España, 29 de agosto de 1979), conocido deportivamente como Cortés, es un exfutbolista español. Actualmente asiste a Bernd Schuster en el Dalian Yifang equipo de la Superliga de China.

## Trayectoria
Formado en el C. F. Extremadura debuta en la temporada 1999/00 con el primer equipo en Segunda División, a los veinte años, llegando a disputar once partidos esa misma campaña. Su único gol como profesional lo marcó con el conjunto de Almendralejo en la temporada 2001/02. 
En sus siguientes clubes fue campeón de la Copa del Rey en 2003 con el R. C. D. Mallorca y, posteriormente, finalista de la misma competición en 2007 y 2008, con el Getafe. Una vez acabado contrato con el club madrileño, el 30 de junio de 2010, se compromete con el Hércules de Alicante por una temporada, reencontrándose con Farinós, antiguo compañero en el Mallorca, y con Paco Peña, extremeño con el que coincidiera en la selección autonómica. 
Durante la campaña de 2011/12 jugó en el Granada C. F. en la primera temporada en Primera División al regreso del club andaluz a la élite. Al comienzo de la siguiente temporada se queda sin ficha en el equipo nazarí y el club decide rescindirle el contrato a principios de octubre, al encontrarse sin equipo comenzada ya la competición, el Hércules C. F. le deja entrenarse con el grupo hasta que se abra de nuevo el mercado invernal. A la apertura de este, ficha por el conjunto alicantino hasta final de temporada con el objetivo de evitar el descenso a Segunda B, realizando un buen final de vuelta el conjunto alicantino consigue mantener la categoría. 
En julio de 2013 es fichado por el Real Zaragoza para reforzar el lateral derecho tras la marcha de Cristian Săpunaru. Tras acabar contrato y al encontrarse sin equipo para la temporada siguiente recibe una oferta del Aarhus GF, la cual acepta, por lo que la presente temporada jugará en la liga nacional de Dinamarca.

## Clubes
| Club                       | País                 | Categoría        | Año       | Partidos | Goles |
| -------------------------- | -------------------- | ---------------- | --------- | -------- | ----- |
| C. F. Extremadura "B"      | Bandera de España    | Tercera División | 1998-1999 | S/D      | S/D   |
| C. F. Extremadura          | Bandera de España    | Segunda División | 1999-2002 | 83       | 1     |
| R. C. D. Mallorca          | Bandera de España    | Primera División | 2002-2006 | 123      | 0     |
| Getafe C. F.               | Bandera de España    | Primera División | 2006-2010 | 106      | 0     |
| Hércules de Alicante C. F. | Bandera de España    | Primera División | 2010-2011 | 34       | 0     |
| Granada C. F.              | Bandera de España    | Primera División | 2011-2012 | 10       | 0     |
| Hércules de Alicante C. F. | Bandera de España    | Segunda División | 2013      | 19       | 0     |
| Real Zaragoza              | Bandera de España    | Segunda División | 2013-2014 | 24       | 0     |
| Aarhus G. F.               | Bandera de Dinamarca | Primera División | 2014-2015 |          |       |

## Palmarés

### Campeonatos nacionales
| Título       | Club     | País   | Año  |
| ------------ | -------- | ------ | ---- |
| Copa del Rey | Mallorca | España | 2003 |